# Ikaalinen
Ikaalinen (in svedese Ikalis) è una città finlandese di 6804 abitanti, situata nella regione del Pirkanmaa.